# Jisp

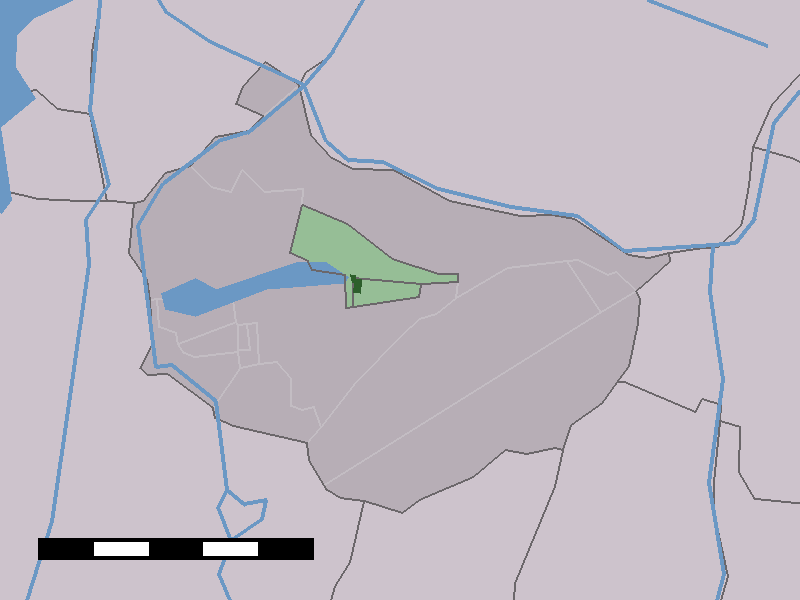
Situation de Jisp dans la commune de Wormerland.

Jisp est un village néerlandais situé dans la commune de Wormerland, en province d'Hollande-Septentrionale. Sa superficie est de 4,3 km2 et il comptait 318 habitants pour le bourg central, et 770 pour toute la superficie de son territoire en 2001, méthode utilisée pour établir les statistiques officielles.

## Histoire
Jisp a été une commune indépendante jusqu'au 1er janvier 1991. À cette date, la commune fusionne avec Wormer et Wijdewormer pour former la nouvelle commune de Wormerland.